# Brande
Brande es una localidad danesa en el municipio de Ikast-Brande y la región de Jutlandia Central. Con 6.980 habitantes en 2013, es la segunda mayor localidad del municipio, detrás de Ikast.
Los textiles de lana han sido, históricamente, la base económica de Brande. En la localidad tienen su sede las empresas internacionales BTX Group y Bestseller, así como Siemens Wind Power.

## Historia

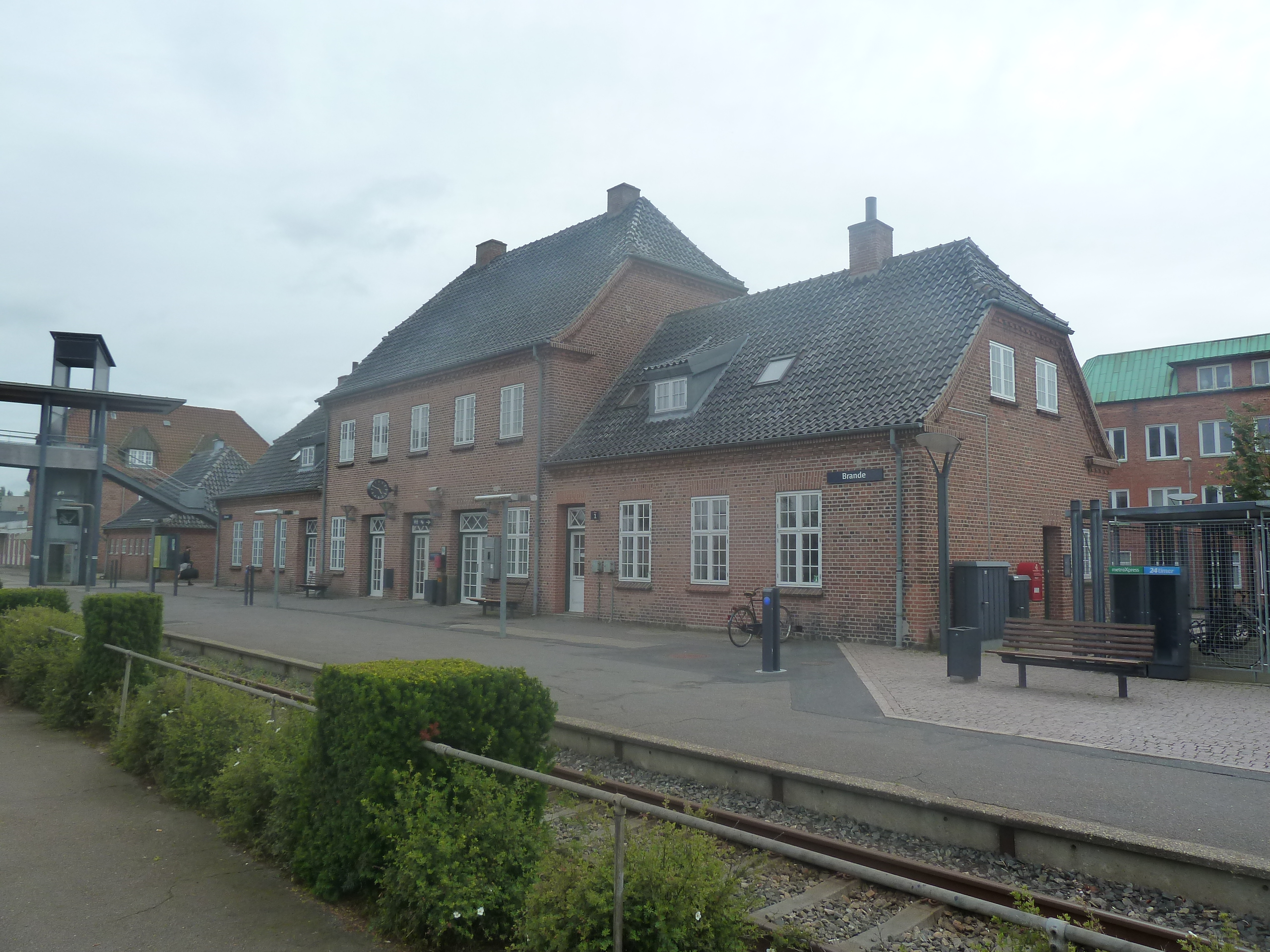
Estación de trenes de Brande.

Brande se nombra por primera vez en un documento de 1325 como Brvnld. Su nombre es de origen danés antiguo y significaría "lugar limpiado por quema". Está relacionado con el danés moderno brand, que significa "incendio". La zona de brezales en la que se encuentra Brande —que incluye el centro y oeste de Jutlandia— fue históricamente una zona pobre y muy poco poblada dedicada a la producción artesanal de tejidos de lana. Aún en la actualidad la región es conocida popularmente como Uldjylland (Jutlandia lanera). Brande empezó a crecer en la década de 1910 cuando se convirtió en un nudo de pequeñas líneas ferroviarias secundarias. La manufactura de lana, hasta entonces pequeña y artesanal, se industrializó y alcanzó una producción destacada. Durante la Segunda Guerra Mundial, Brande fue un centro de extracción de lignito. En los años 1980 la localidad fue pionera en Dinamarca en la producción de aerogeneradores. 
Entre 1970 y 2006 Brande fue sede del municipio homónimo. En 2007 el municipio fue abolido y su territorio integrado en el nuevo municipio de Ikast-Brande.

## Cultura
El edificio más antiguo de Brande es su iglesia, un pequeño templo románico de piedra datada de finales del siglo XII y localizada en el centro de la localidad. La iglesia bautista de Brande es un edificio bastante original construido entre 1972 y 1974 por los propios miembros de la congregación con ladrillos reciclados y materiales extraídos directamente de la naturaleza.
Un aspecto destacado del paisaje urbano son sus pinturas murales llenas de colorido. Las primeras fueron realizadas por un grupo de artistas en 1968.
El Museo de Brande es un museo histórico con exposiciones de la Edad de Piedra y la historia de la producción textil de la región, entre otras. RemisenBrande es un antiguo taller de locomotoras cuyas instalaciones sirven actualmente como casa de cultura y centro de conferencias.
Brande Højskole es una universidad popular fundada en 1993 y dedicada a jóvenes y adultos con problemas de aprendizaje.